# Soera Hij Fronste
Soera Hij Fronste is een soera van de Koran.
De soera is vernoemd naar de eerste aya waarin staat dat hij fronste, toen een blinde man binnenkwam. Verder komen het Hemelse Boek, Gods schepping en het Laatste Oordeel in deze soera naar voren.

## Bijzonderheden
Volgens de traditie is deze soera geopenbaard, nadat een blinde man luidruchtig binnenkwam bij een rijke ongelovige Mekkaan waar de profeet Mohamed Islam predikten. Omdat hij in gesprek was met andere rijken en in zijn ogen belangrijke Mekkanen fronste de rijke ongelovige Mekkaan slechts en wendde zich af. Deze soera maakt duidelijk dat dit optreden van de rijke Mekkaan niet juist was.